# Van Havre
Van Havre is een Zuid-Nederlandse adellijke familie.

## Geschiedenis
De notabele familie van Havre uit het Antwerpse, werd in 1714 voor het eerst in de adel opgenomen in de persoon van Alexander van Havre, stadssecretaris van Antwerpen. Hij werd door keizer Karel VI tot erfachtig ridder van het Heilig Roomse Rijk benoemd. In 1716 werd erfelijke adel verleend, eveneens met de titel van erfachtig ridder van het Heilig Roomse Rijk, aan de overleden Hanri van Havre, in de persoon van zijn weduwe Thérèse de Wesenbeke, ten gunste van hun kinderen en overdraagbaar op alle afstammelingen. De familietak van Alexandre doofde uit, die van Henri heeft afstammelingen tot heden.
Een kleinzoon van Henri was ridder Jean-François van Havre (1705-1785), die trouwde met Anne de Melyn (1706-1776). Na het herstel van de adellijke status in 1815, werd deze weer opgenomen door een zoon, een kleinzoon en een achterkleinzoon van Jean-François.

## Jean-Michel van Havre
Jean Michel Antoine Joseph Louis van Havre (Antwerpen, 27 december 1764 - 7 september 1844) was een zoon van ridder Jean-Michel van Havre (1730-1804), grootaalmoezenier van Antwerpen, en van Catherine Lunden (1733-1801). Hij was een kleinzoon van Jean-François van Havre.
Bij het begin van de revolutiejaren emigreerde hij naar de Verenigde Staten en keerde pas bij het begin van het keizerrijk weer naar Antwerpen. Hij was trouw aan Napoleon Bonaparte en werd op 7 januari 1814 tot baron d'empire benoemd. De tijd was te kort om nog de open brieven te lichten, zodat die benoeming zonder gevolg bleef. Onder het Verenigd Koninkrijk der Nederlanden werd hij in 1816 opgenomen in de erfelijke adel met de titel van ridder, overdraagbaar op alle mannelijke afstammelingen en met benoeming in de Ridderschap van de provincie Antwerpen. In 1840 werd hij ten persoonlijke titel bevorderd tot baron.
Hij trouwde in 1790 met Isabelle Stier (1768-1822), dochter van Henri-Joseph Stier, eveneens grootaalmoezenier van Antwerpen. Ze kregen zeven kinderen. De oudste en de jongste dochter trouwden met een della Faille. Vier zoons bleven ongehuwd, onder wie ridder Jules van Havre (1809-1878), die medestichter was van de Société géographique d'Anvers, van de Société des sciences à Bruxelles en van de Société de paléontologie de Belgique. De enige zoon die voor voortzetting van de familie zorgde, was Eugène van Havre (1805-1854), die trouwde met Henriette de Cornelissen (1808-1835). Hij werd provincieraadslid van Antwerpen en burgemeester van Brasschaat. In 1831 werd hij verkozen als senator, maar hij weigerde te zetelen. In 1840 werd hij, samen met zijn vader, met de titel baron vereerd, overdraagbaar bij eerstgeboorte. In mei 1846 maakte Eugène van Havre (destijds dienstdoend burgemeester van Brasschaat) samen met kunstschilder Edward Du Jardin een reis naar Italië welke door Du Jardin wordt beschreven in zijn 'geheugenis boek'. In de volgende generaties, tot heden, werden vleiende huwelijken aangegaan met telgen uit de families de Lannoy, della Faille d'Huysse van den Hecke de Lembeke, de Cock de Rameyen, Cornet d'Elzius du Chenoy en de Brouchoven de Bergeyck.

## Constantin van Havre
Een broer van Jean-Michel van Havre senior, Charles-Joseph van Havre (1767-1814), was al overleden toen de heroprichting van de adel gebeurde. Het was zijn zoon Constantin die hiervoor in aanmerking kwam, met heel wat vertraging weliswaar.
Constantin Charles Marie van Havre (Antwerpen, 7 februari 1794 - 29 juni 1855) was dus de zoon van Charles-Joseph van Havre en van Hélène Vinck. Hij wordt in een afzonderlijk artikel behandeld. In 1853 verkreeg hij erkenning in de erfelijke adel met de titel ridder, overdraagbaar op alle mannelijke afstammelingen. Senator geworden (1851-1855), net als zijn zoon Gustave van Havre, stond ook hij aan de oorsprong van een uitgebreide afstamming, met huwelijken in de families Cogels, de Knyff, van Ertborn, della Faille de Waerloos, du Bois de Vroyland, van Pottelsberghe de la Potterie, de Brouchoven de Bergeyck, de Cock de Rameyen, Carton de Wiart, Verhaegen, de Bernard de Fauconval, de Brouwer, de Borrekens, de Mahieu, de Gruben, Kervyn d'Oud Mooreghem, de Biolley, de Hennin de Boussu Walcourt, de Lannoy. Een kleinzoon van Gustave was ridder Georges van Havre (1871-1934), die burgemeester werd van Wijnegem.

## Joseph van Havre
Joseph Jean Népomucène van Havre (Antwerpen, 19 maart 1746 - Brussel, 13 december 1832) was een tweede zoon van Jean-François van Havre, en derhalve een oom en een grootoom van Jean-Michel en Constantin van Havre. In 1822 verkreeg hij erkenning in de erfelijke adel met de titel baron, overdraagbaar bij eerstgeboorte.
Hij trouwde met een nichtje van zijn schoonzus Catherine Lunden. Catherine-Jeanne Lunden (1766-1803) was een dochter van Arnould Lunden en Isabella van den Cruyce. Ze hadden vier kinderen, van wie alleen baron Florens van Havre (1794-1868) trouwde. Met zijn echtgenote Adelaïde della Faille (1794-1860) had hij twee dochters en een zoon, die kinderloos bleef. Deze zoon, Ernest van Havre (1819-1880), trouwde met Albine Drummond de Melfort en met hem doofde deze familietak uit.